# 多利納
多利納（烏克蘭語：Долина，羅馬化：Dolyna，發音：[dɔˈɫɪnɐ] ⓘ）是乌克兰西部伊万诺-弗兰科夫斯克州卡卢什区多利纳市镇内的城市及该市镇的行政中心，2020年7月18日前为多利納區的行政中心。該市距離州府伊万诺-弗兰科夫斯克58公里，始建於979年，面積20.22平方公里，海拔高度373米，2022年人口数量为20,417人。

## 友好城市
- 波蘭 大波蘭地區格羅濟斯克
- 法國 蒙蒂尼勒布勒托讷
- 波蘭 涅莫德林
- 乌克兰 兹维亚赫尔
- 乌克兰 魯比日內（俄罗斯实际控制）
- 摩尔多瓦 奧爾海伊
- 美国 普雷里村
- 羅馬尼亞 特爾古勒普什

## 图集

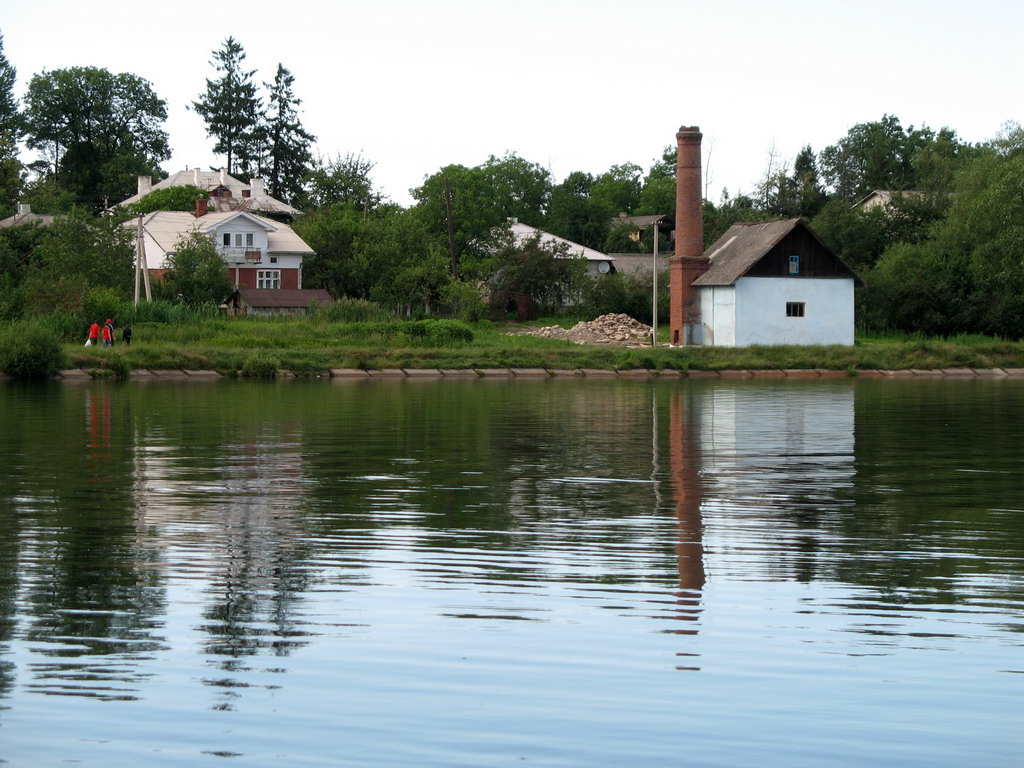
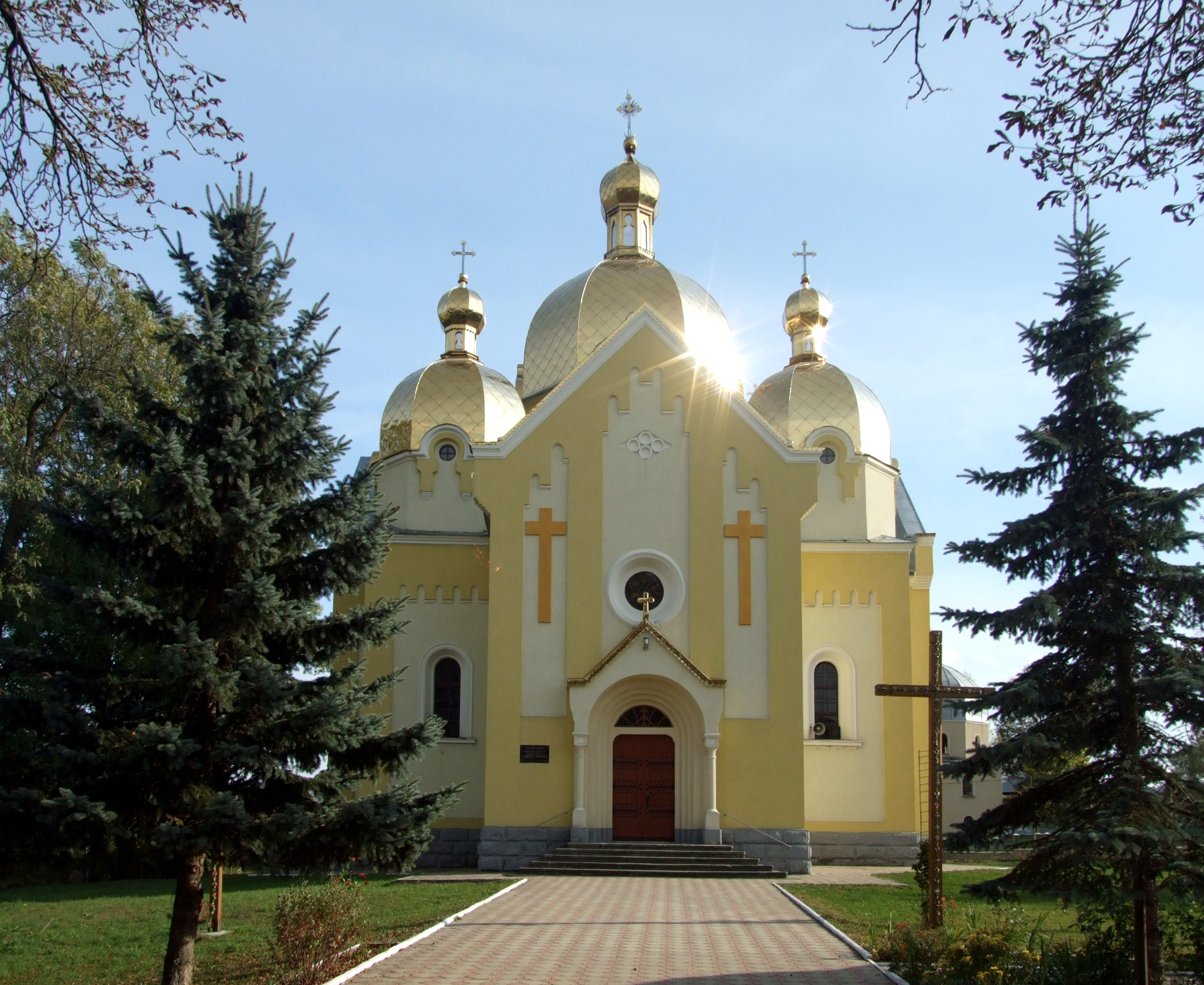
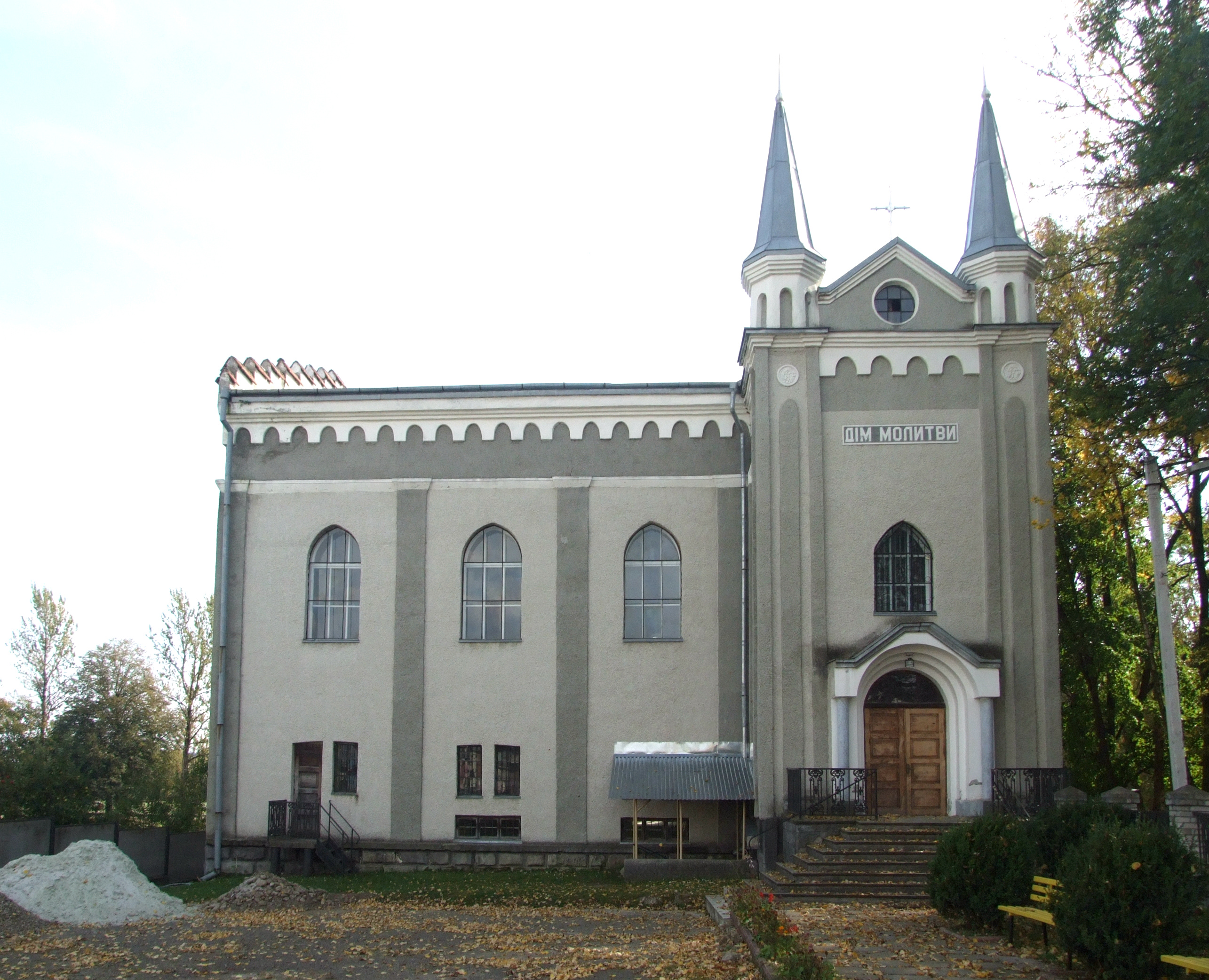
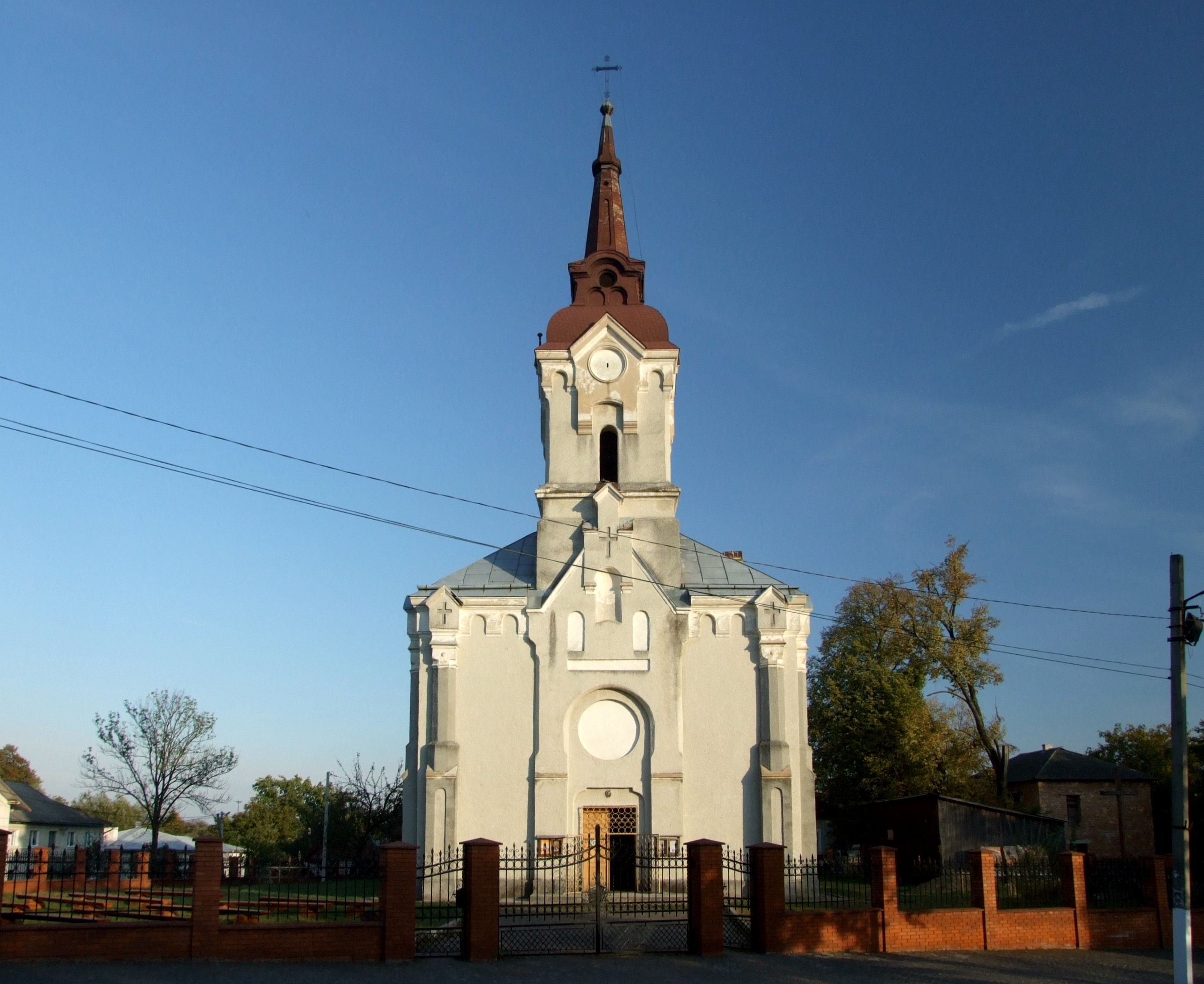
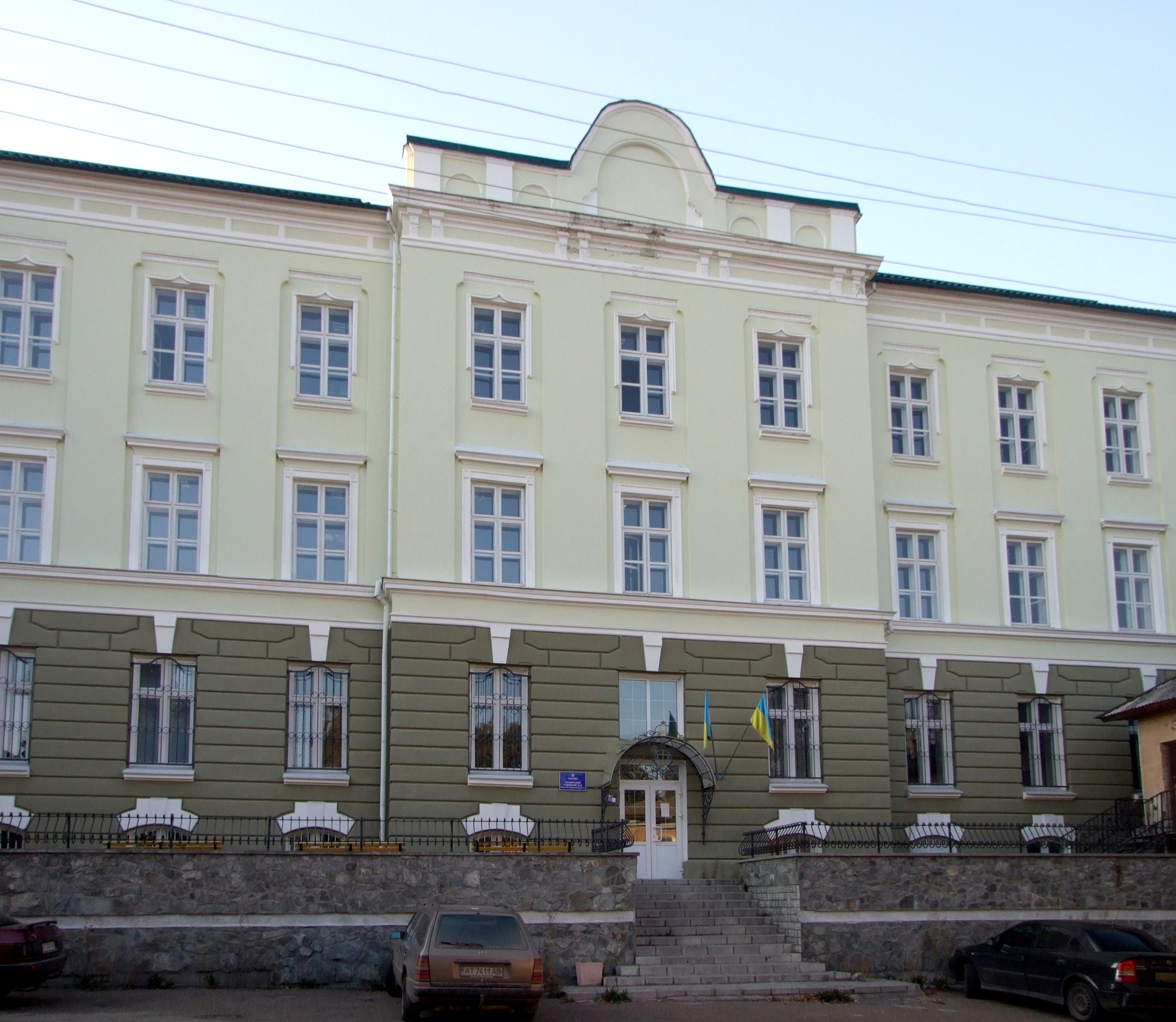
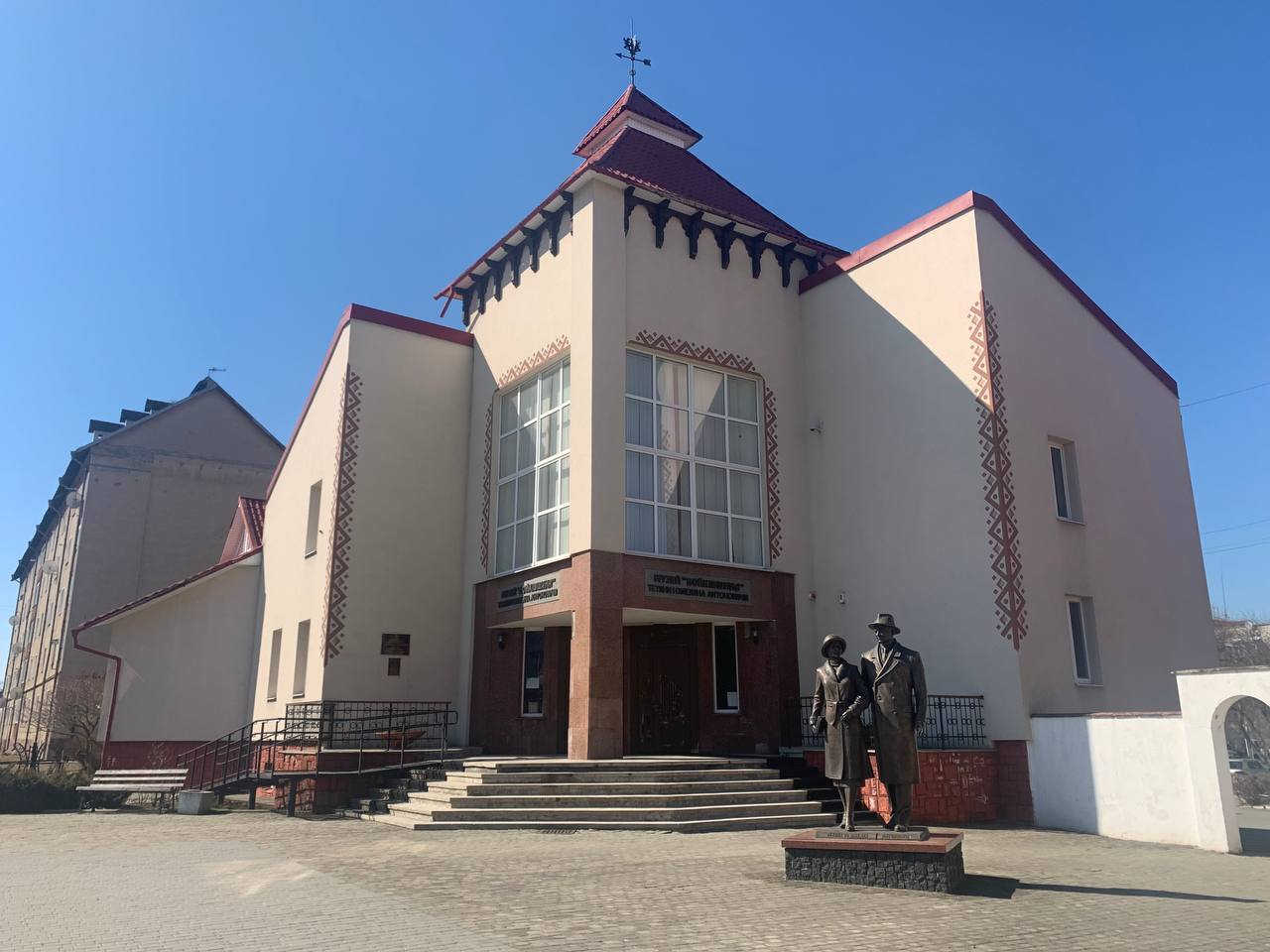
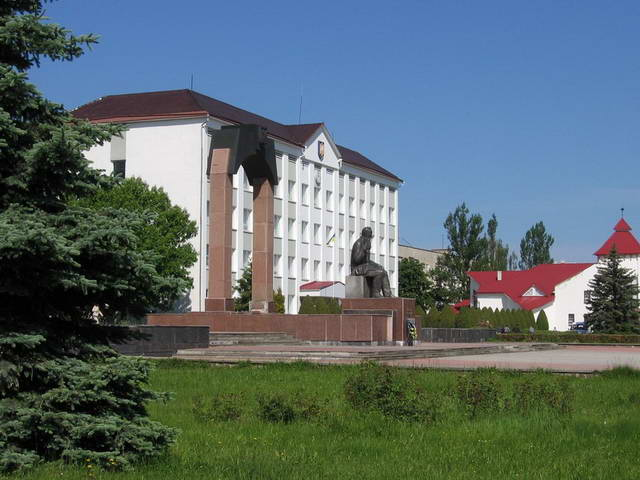